# Stirpe maledetta (film 1957)
Stirpe maledetta (The Restless Breed) è un film del 1957 diretto da Allan Dwan.
È un western statunitense ambientato nel 1865 con Scott Brady, Anne Bancroft, Jay C. Flippen, Jim Davis e Rhys Williams.

## Produzione
Il film, diretto da Allan Dwan su una sceneggiatura di Steve Fisher, fu prodotto da Edward L. Alperson per la Edward L. Alperson Productions e girato a Victorville, California, da metà settembre all'inizio di ottobre 1956. I brani della colonna sonora The Restless Breed, Never Alone e Angelita furono composti da Dick Hughes e Richard Stadley (parole) e Edward L. Alperson, Jr. (musica).

## Distribuzione
Il film fu distribuito con il titolo The Restless Breed negli Stati Uniti nel maggio 1957 al cinema dalla Twentieth Century Fox.
Altre distribuzioni:
- in Danimarca il 26 marzo 1958 (Sheriffens søn)
- in Germania Ovest il 13 marzo 1959 (Ein Kerl wie Dynamit)
- in Austria nel febbraio del 1960 (Ein Kerl wie Dynamit)
- in Finlandia il 5 maggio 1961 (Rauhaton Texas)
- in Brasile (Guerreiros em Luta)
- in Brasile (Os Indomáveis)
- in Germania (Ein Mann wie Dynamit)
- in Spagna (Casta indomable)
- in Francia (La ville de la vengeance)
- in Italia (Stirpe maledetta)

## Critica
Secondo il Morandini la storia del film, che avrebbe poco dei western classici tranne l'ambientazione, è "imperniata sul canonico tema della vendetta".

## Promozione
Le tagline sono:
- OUT OF THE BLAZING TEXAS FRONTIER!
- Flaming out of the Blazing Heart of Texas!